# 온라인 저지
온라인 저지(영어: Online Judge, OJ)란 프로그래밍 대회에서 프로그램들을 시험할 목적으로 만들어진 온라인 시스템이다. 대회 연습용으로 사용되기도 한다.
시스템은 코드를 컴파일하여 실행하고, 미리 작성된 데이터로 테스트 하게 된다. 제출된 코드는 시간, 메모리, 보안 등에 관련된 제한을 받을 수 있다. 시스템은 출력 데이터를 받아 표준 출력과 비교한 뒤, 결과를 내어 준다.

## 온라인 저지 사이트 목록

### 한국 사이트
- 구름LEVEL - 구름에서 진행된 알고리즘 대회 기출문제 탑재
- 오일러 OJ 오일러 OJ
- AOJ (Algospot), Algospot Online Judge V2
- Baekjoon Online Judge, Baekjoon Online Judge
- JudgeOn, Judgeon
- JUNGOL 정올 (한컴에듀케이션 OJ)
- CodeUp codeup.kr (koistudy에서 영감을 얻음)
- DOVELET 더블릿
- koistudy koistudy.net (경기과학영재학교 OJ)
- Codeup CodeUp Online Judge
- Hello-World - 순수 한국 사이트
- SW Expert Academy[깨진 링크(과거 내용 찾기)]
- CodeTree(코드트리)

### 외국 사이트
- en: Codeforces Codeforces
- en: TopCoder TopCoder
- en: CodeChef CodeChef
- en: HackerRank HackerRank
- en: Sphere Online Judge SPOJ
- en: POJ 북경대학교 온라인 저지 (Peking University Judge Online)
- en: UVa Online Judge UVa Online Judge
- en: PC^2
- en: domjudge
- en: EduJudge

## 같이 보기
- 국제 정보 올림피아드
- 한국 정보 올림피아드
- ACM 국제 대학생 프로그래밍 대회